# FK Pohronie
Maillots
Le Futbalový klub Pohronie Žiar nad Hronom Dolná Ždaňa, plus couramment abrégé en FK Pohronie, est un club slovaque de football fondé en 2012 et basé dans la ville de Žiar nad Hronom.

## Histoire
Le club est fondé le 1er juin 2012, après la fusion du TJ Sokol Dolná Ždaňa, fondé en 1966, et le FK Žiar nad Hronom, fondé en 1929. Le FK Žiar nad Hronom est parvenu en 2001 en demi-finale de la Coupe de Slovaquie.
Le FK Pohronie débute en troisième division slovaque et termine sa première saison 2012-2013 à la première place. En 2013-2014, il est en deuxième division et y restera jusqu'à la saison 2018-2019, l'année où il termine à la première place et obtient sa promotion en Championnat de Slovaquie.
Pour sa première saison en Fortuna Liga, le club est dernier après la saison régulière, mais se sauve pendant les barrages de relégation en terminant à un point de la dernière place.

## Palmarès
| Compétitions nationales                                                       |
| ----------------------------------------------------------------------------- |
| - Championnat de Slovaquie de deuxième division (1) : - Champion : 2018-2019. |

## Personnalités du club

### Présidents
- Jozef Urblík

### Entraîneurs
- Jan Kameník